# ブナ
ブナ（学名: Fagus crenata）は、ブナ科ブナ属の落葉高木。樹皮の色から、別名シロブナともよばれる。落葉広葉樹で、温帯性落葉広葉樹林の主要構成種、日本の温帯林を代表する樹木。

## 形態
落葉広葉樹の高木で最大樹高は30メートル (m) 、胸高直径1.5mに達する。樹皮は灰白色できめが細かくて割れがなく、よく地衣類やコケが着いて、まだら模様のように見える。一年枝は暗紫褐色で皮目が多い。
若い枝は褐色で光沢がある。葉痕は半円形で、両端に筋状で長い托葉痕がある。春先に冬芽から展開した若葉には長い軟毛があり、後に無毛となる。葉は互生し、長さ4 - 9センチメートル (cm) 、幅2 - 4 cmの楕円形で、薄くてやや固め、縁は波打っていて、鋸歯というよりは葉脈の所で少しくぼんでいる感じになる。秋には黄葉し、黄色に色づき、橙色から赤褐色を帯びてくるが、紅葉は長持ちせず後半には褐色になりやすく、その後落葉する。落ち葉は乾燥すると葉の表側へ巻き込むように丸まる。
花期は晩春（4 - 5月ごろ）。雌雄同株で、葉の展開と同時に開花する。雄花は枝先からぶら下がった柄の先に6 - 15個付いて、全体としては房状になる。果期は秋（10 - 11月）。果実は総苞片に包まれて10月ごろに成熟し、そのやわらかいトゲをもつ殻が4裂して種実が落ちて散布される。果実（堅果）は2個ずつ殻斗に包まれていて、断面が三角の痩せた小さなドングリのようなもの。
根は多く地表付近で密生するが、根の垂直分布は1.2 m - 1.4 m程度までと比較的浅い。
ブナの堅果の内部には子葉、胚乳、幼根の他に未発達の胚珠の干からびたものが5つ入っている。ブナの場合は堅果内の先端部に入るが、コナラ属などでは中ほどに残るものもあり、形態的な分類法にも活用されていた。
発芽は地上性（英: epigeal germination）で子葉は種子を持ち上げて地上に出てくる。ブナ科樹木では子葉を地下に残す発芽（英：hypogeal germination）が多い中で珍しく、ブナ属の他にはカクミガシ属（Trigonobalanus）が知られるのみである。ブナの葉の付き方は基本的に互生だが、子葉の次に出てくる本葉だけは対生となる。ブナ属はブナ科の中でも原始的だと見られる一群であり、これらはブナ科の祖先の形質なのではという説がある。

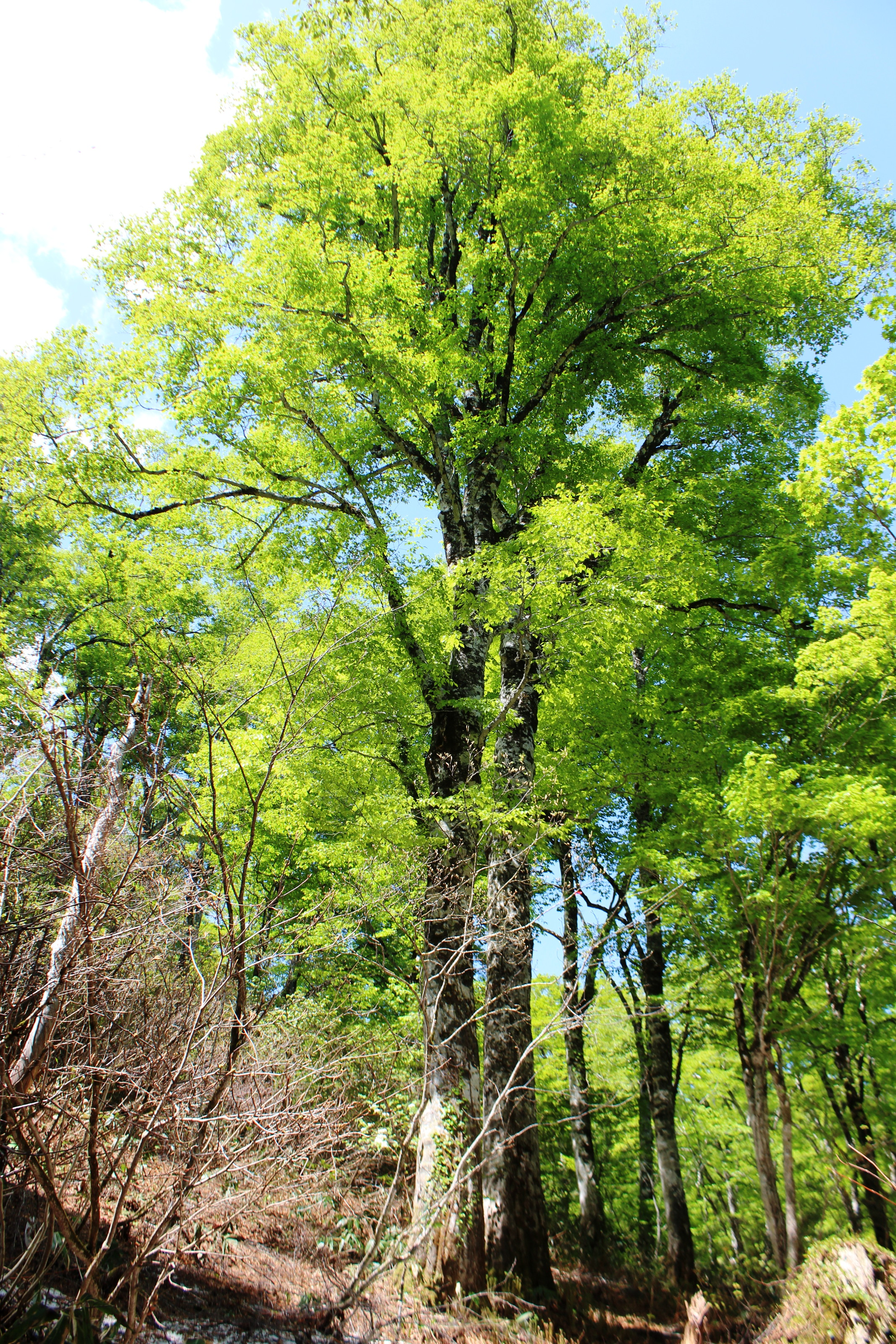
樹形。比較的まっすぐ伸びるものが多い
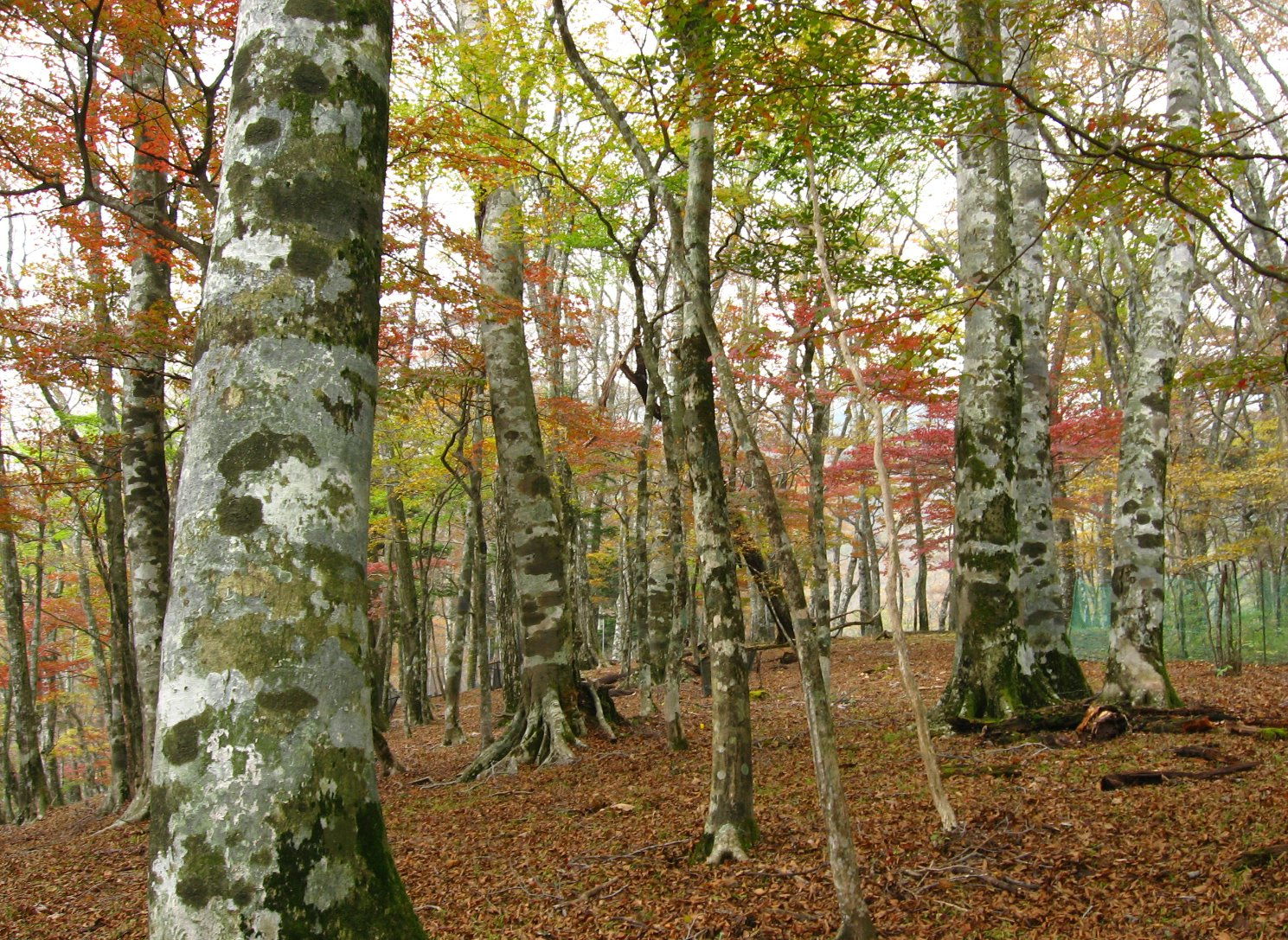
樹皮は灰色平滑だが、しばしば地衣類が付き斑模様になる
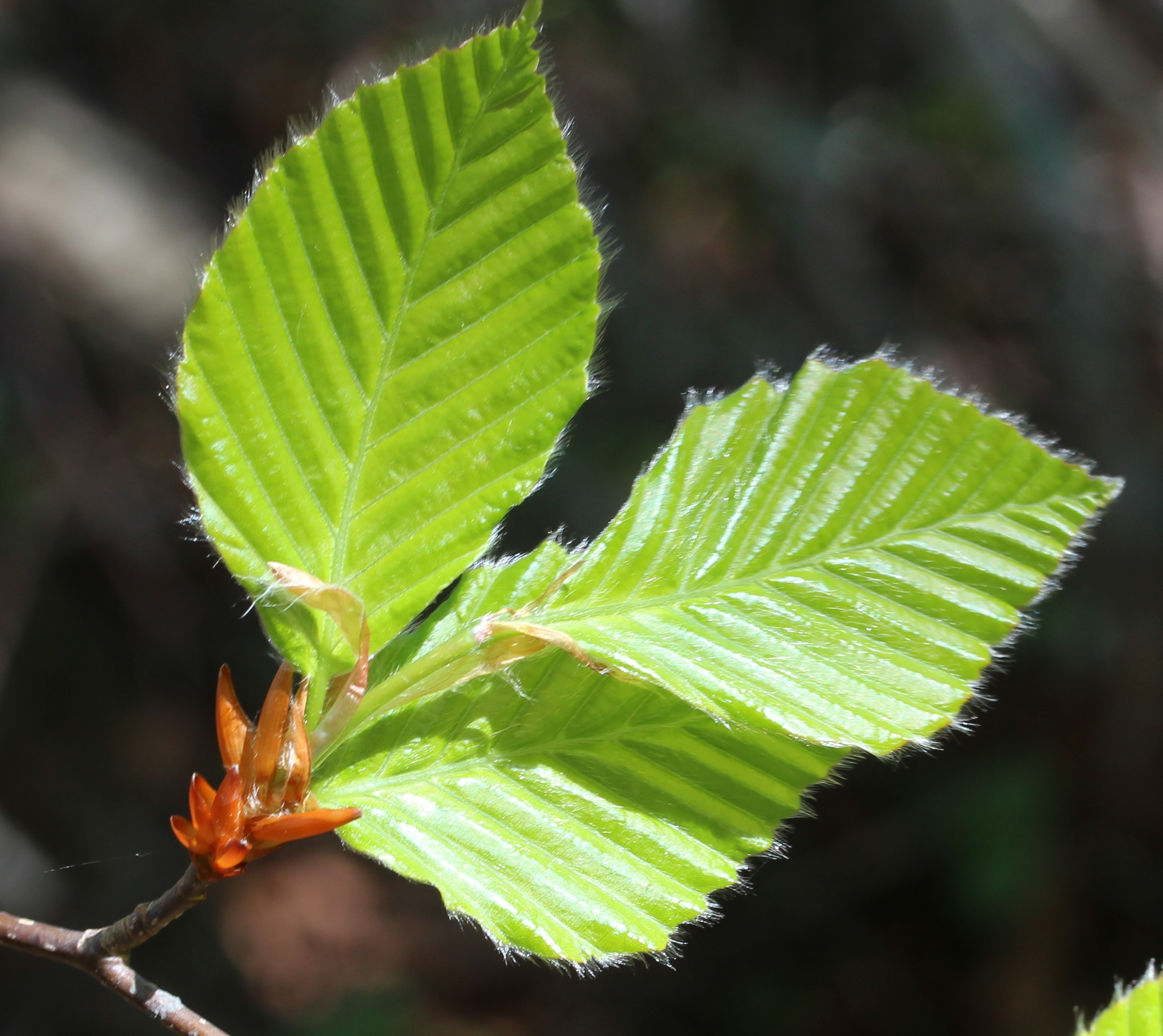
展開した若葉。長い軟毛があるが後に無毛となる。根元の茶色いものは芽鱗の鱗片。
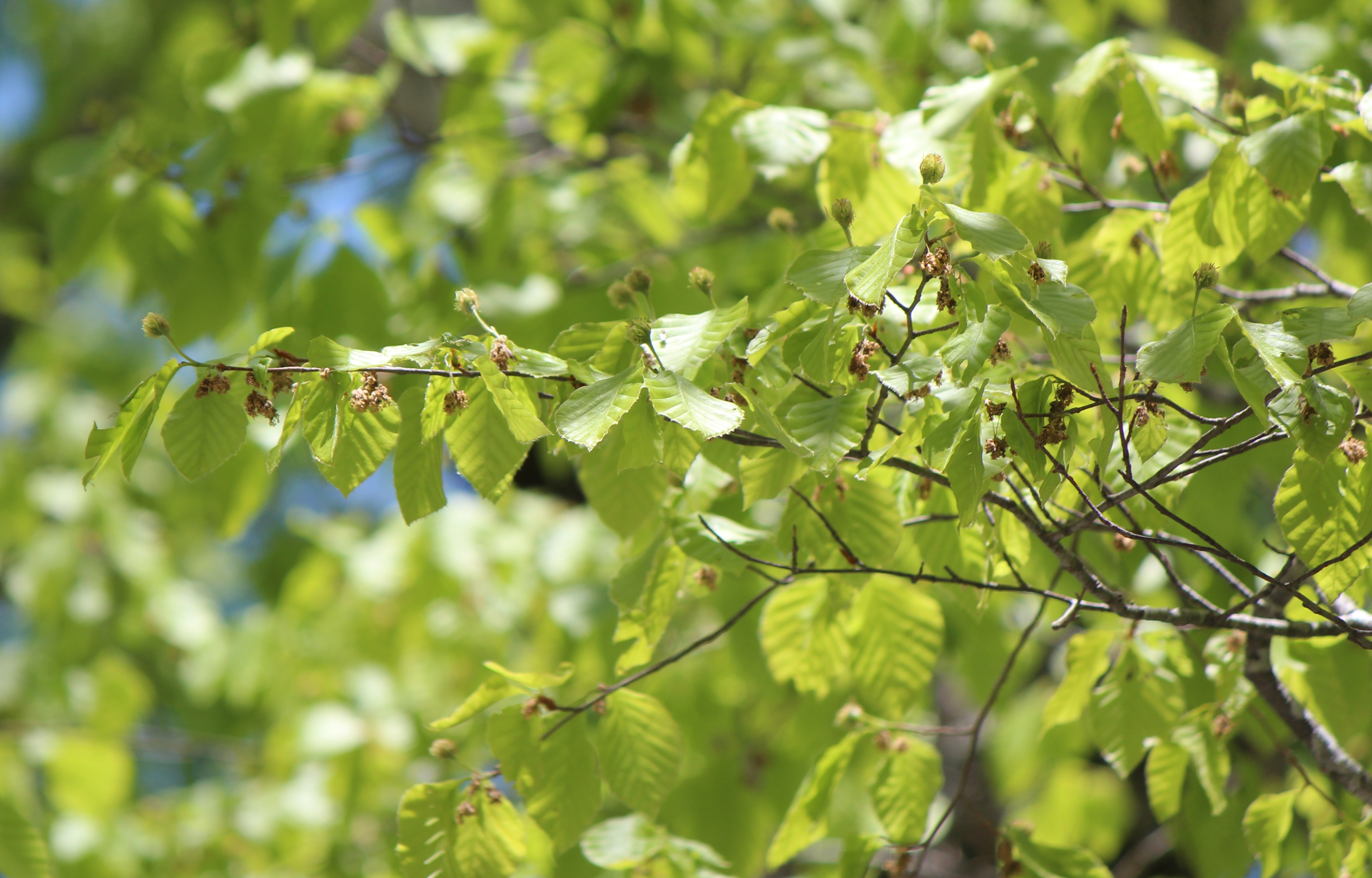
垂れ下がる雄花と果実に移行中の雌花
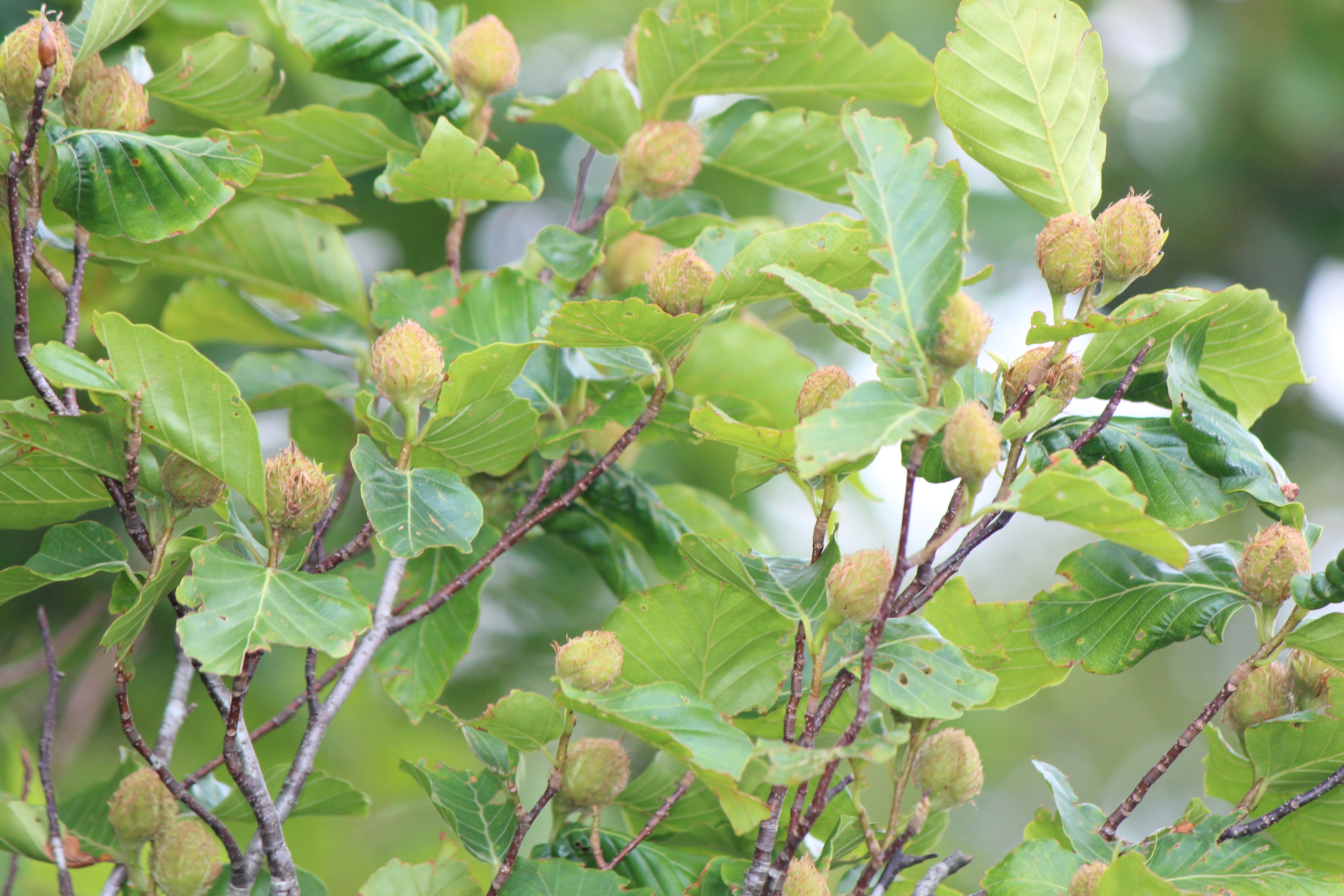
若い殻斗は緑色。毛が目立つ。枝先の一年生枝は色が違う。
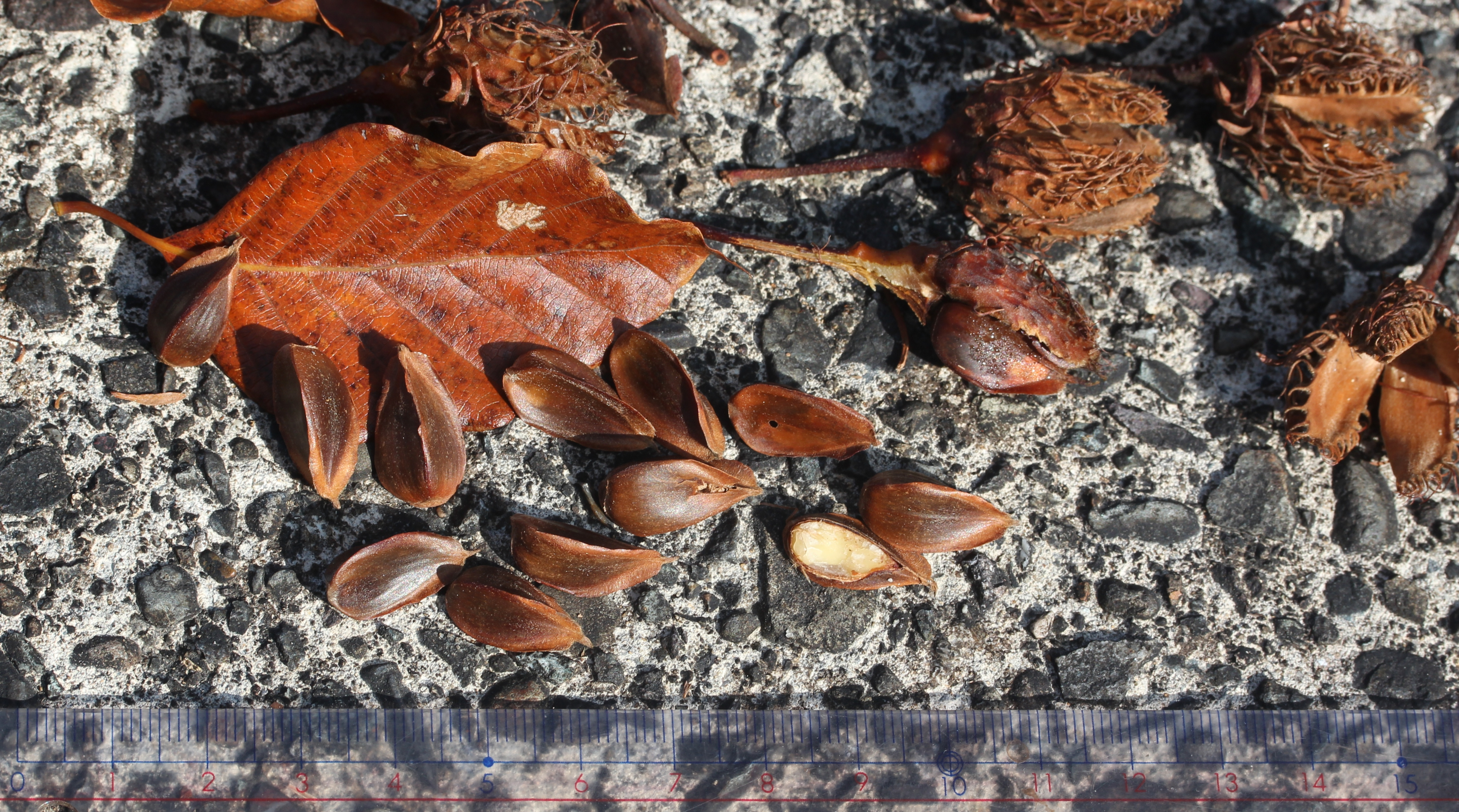
ブナの4裂した殻斗。内部の堅果はクリのように完全に包まれる
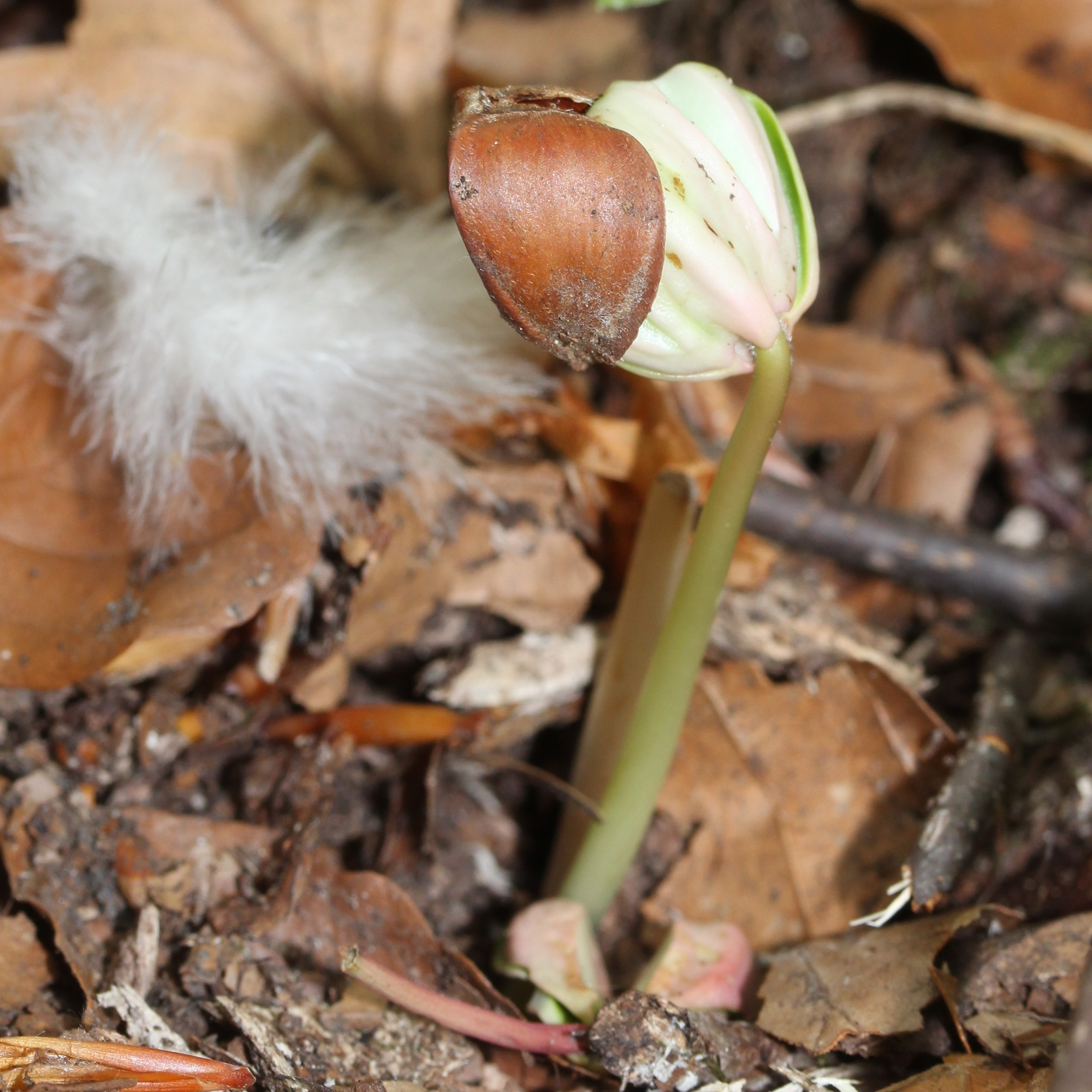
発芽は地上性
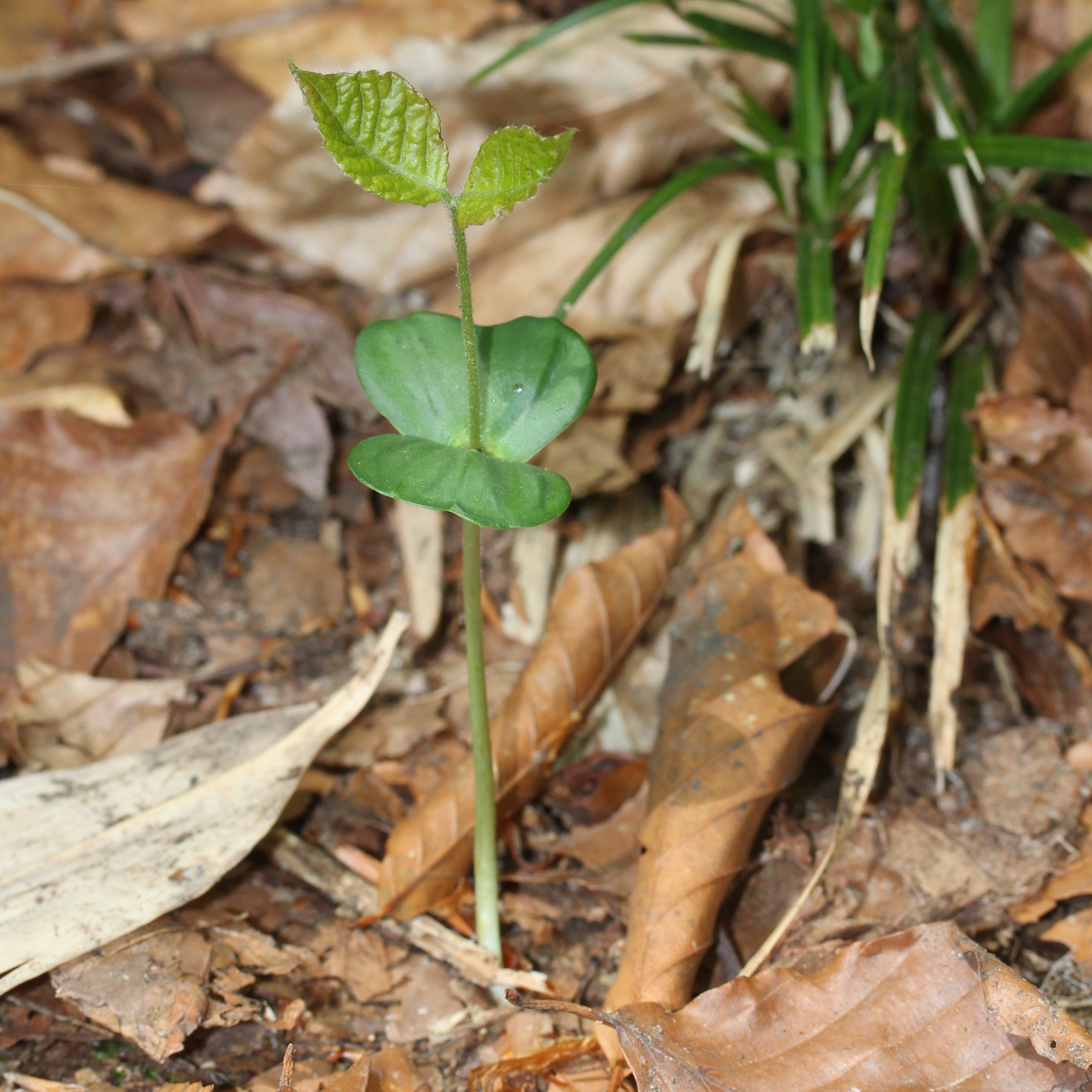
子葉および本葉

ブナ属と同科のコナラ属（Quercus）は枝先の一年生枝に形成される冬芽の様子も大きく異なる。冬芽はいずれも芽鱗で覆われ、側芽は互生するのは共通するが、ブナの頂芽は仮頂芽タイプで枯死した頂芽の痕跡が残り、また側芽にはしばしば短枝が現れる。特に日影で伸びた枝には現れやすい。ブナの一年枝と二年枝の間に芽鱗痕が残る。対して、コナラ属の冬芽は真の頂芽を持ち、周りには多数の側芽を持つ。側芽は太い枝に螺旋を描きながら付き、短枝は持たない。

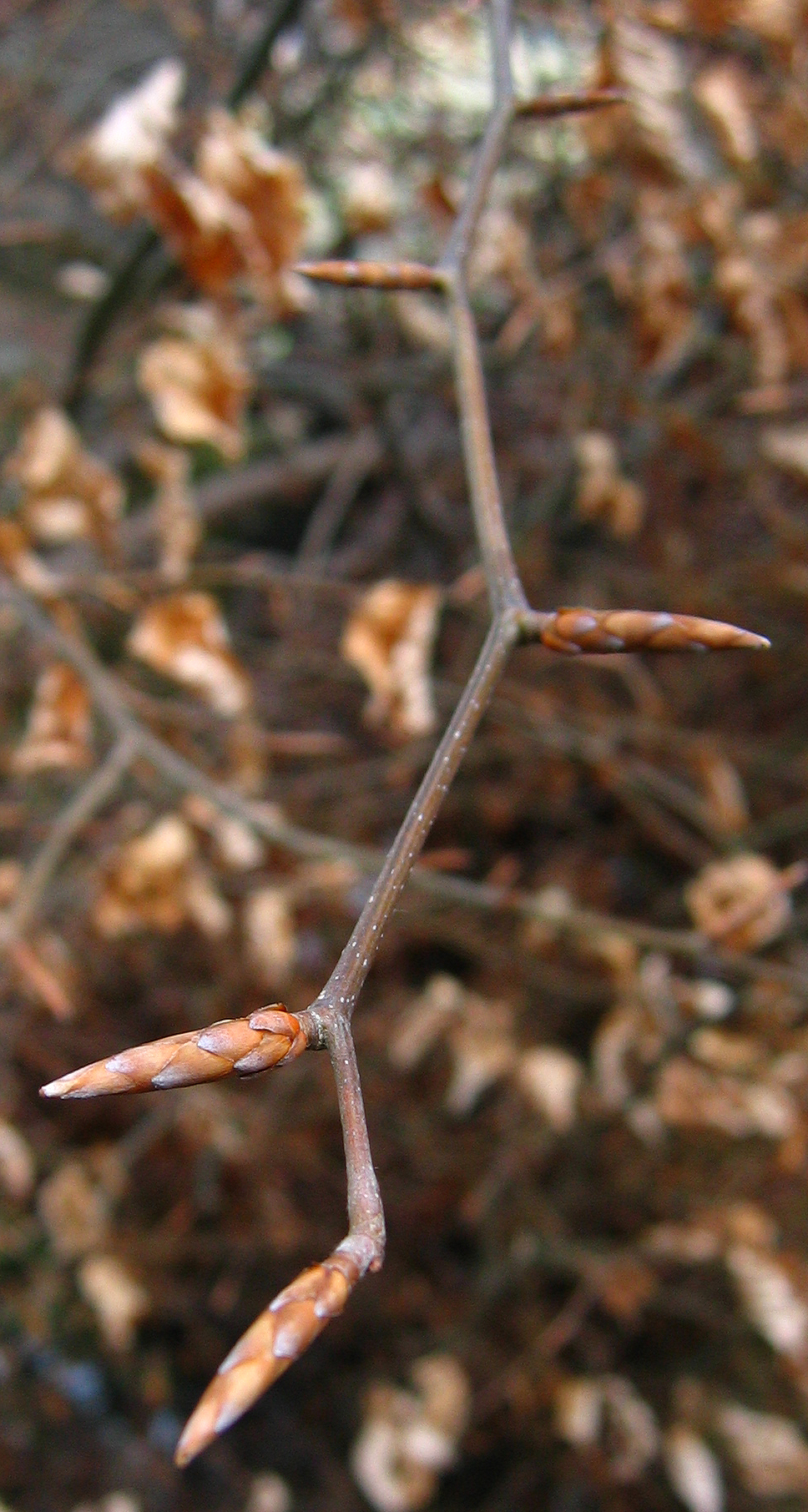
参考：同属近縁種F. sylvaticaの冬芽。芽鱗で覆われており、仮頂芽と互生する側芽が見える。
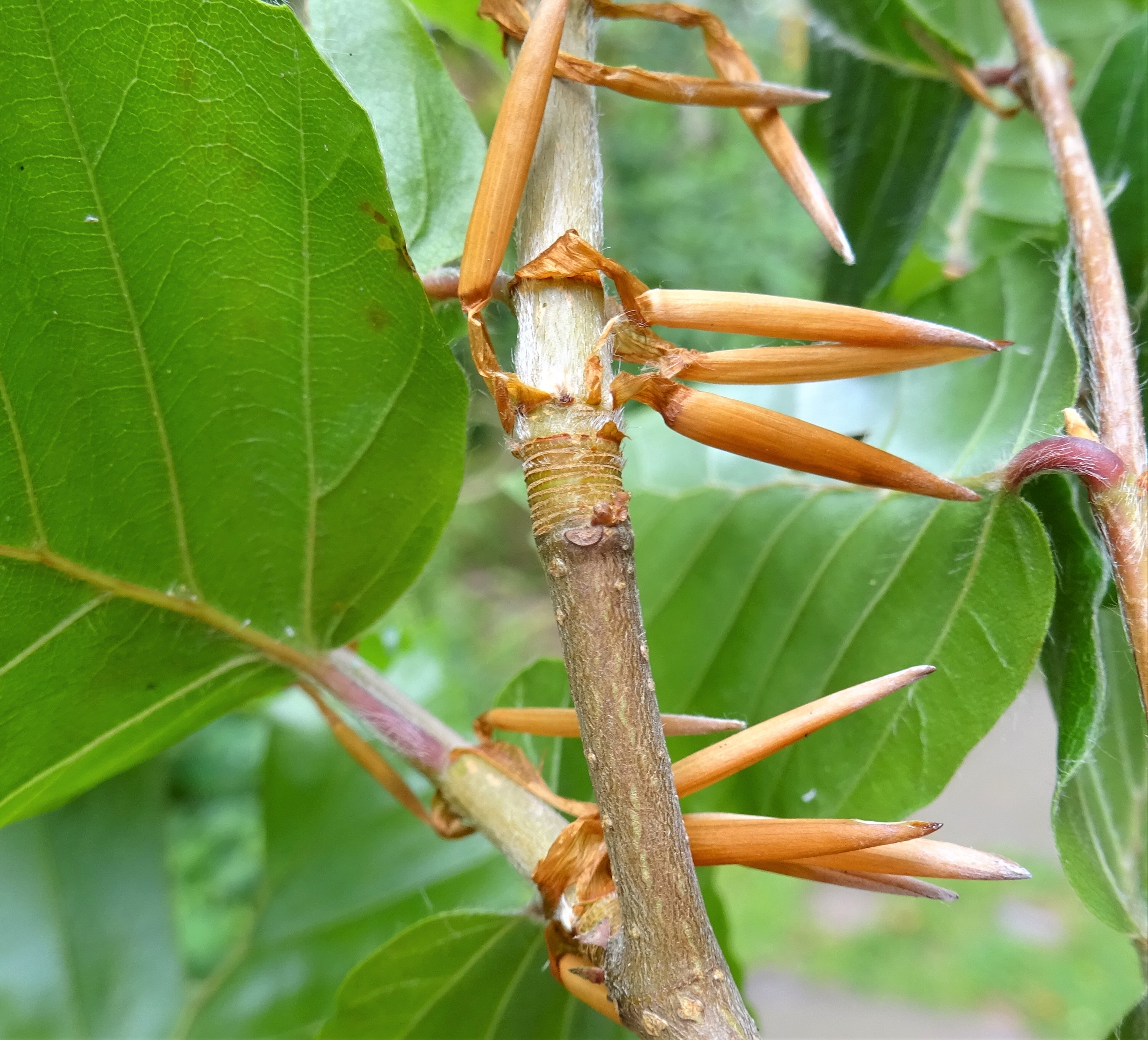
参考：近縁種F. sylvaticaの新芽の展開期。新梢の根元に多数の横線模様の芽鱗痕が見える。
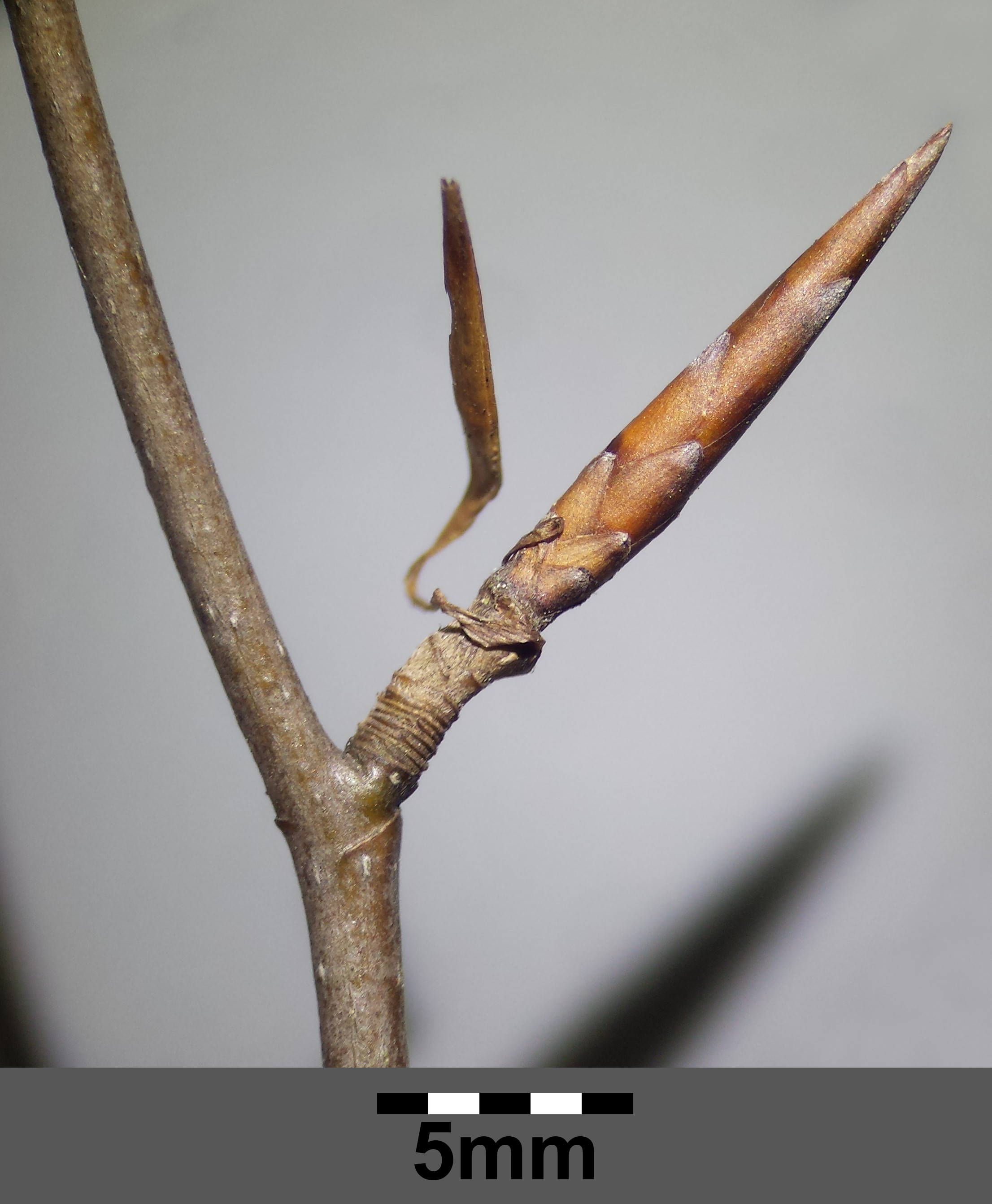
参考：近縁種F. sylvaticaの短枝。新芽の根元に古い芽鱗痕が見え、枝だということが分かる。
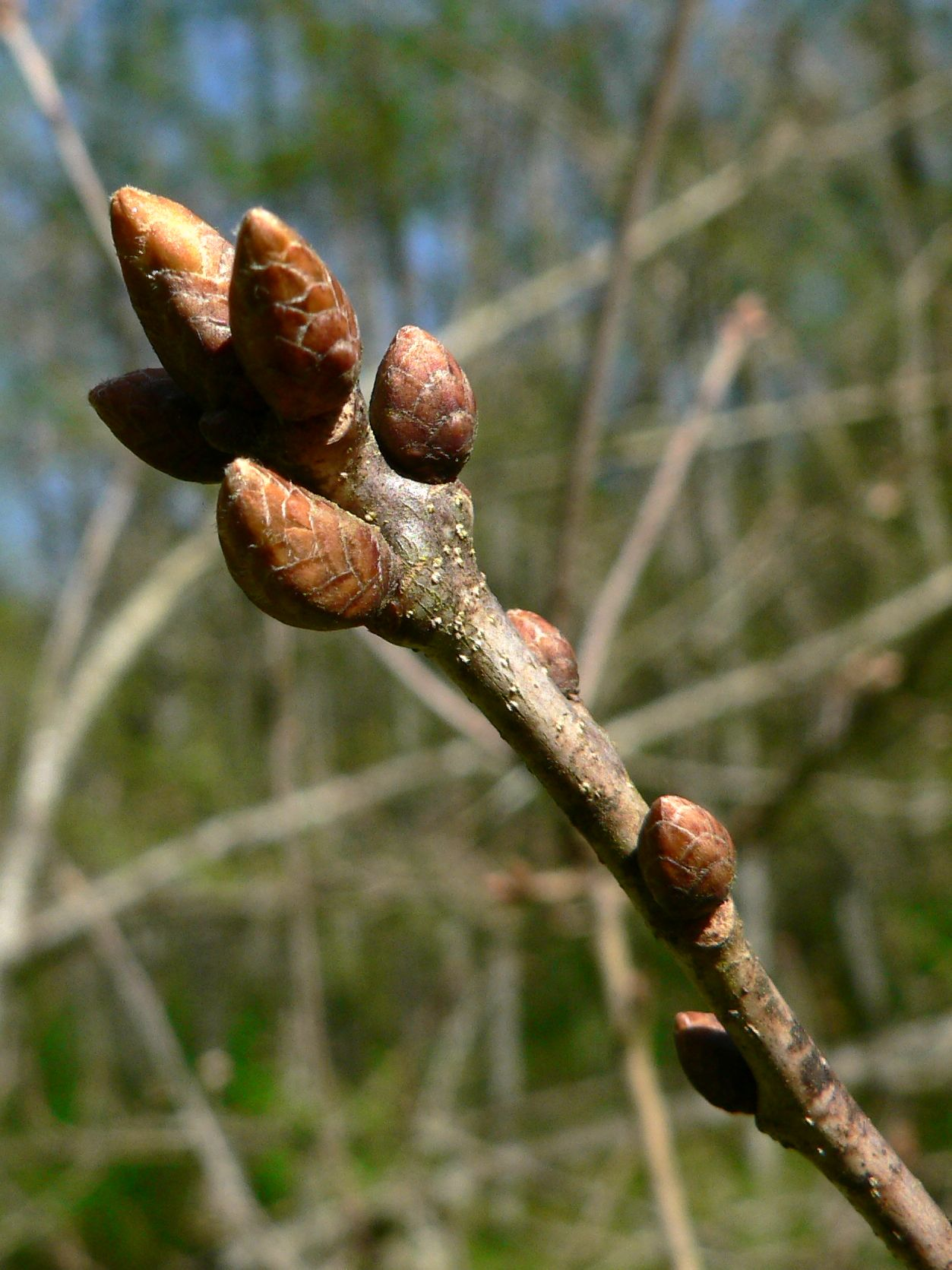
参考：コナラ属の冬芽。側芽は単なる互生ではなく螺旋を描きながら付き、短枝は無い。

## 生態
他のブナ科樹木と同じく、菌類と樹木の根が共生して菌根を形成している。樹木にとっては菌根を形成することによって菌類が作り出す有機酸や抗生物質による栄養分の吸収促進や病原微生物の駆除等の利点があり、菌類にとっては樹木の光合成で合成された産物の一部を分けてもらうことができるという相利共生の関係があると考えられている。菌類の子実体は人間がキノコとして認識できる大きさに育つものが多く、中には食用にできるものもある。土壌中には菌根から菌糸を通して、同種他個体や他種植物に繋がる広大なネットワークが存在すると考えられている。外生菌根性の樹種にスギやニセアカシアが混生すると菌根に負の影響を与えるという報告がある。土壌の腐植が増えると根は長くなるが細根が減少するという。
多雪環境に極めて強いのが生態的に大きな特徴の一つである。雪の斜面にもよく適応する。生存率は緩斜面よりむしろ急斜面の方が高いという。斜面でも根曲がりが少ないのも特徴の一つであるが、根曲がりで雪に対応することもでき、雪があまりにも多い山岳地帯では強度の根曲がりを持ったブナが見られる地域がある。このようなブナが見られる山では本来あるべきモミ属（Abies）などによる亜高山帯針葉樹林をしばしば欠き、研究者の興味を引いてきた。
ブナがなぜ多雪に強いのかはいくつかの研究が行われている。雪圧が加わり樹幹が変形した時に、樹木の戦略はいくつかあると考えられる。ブナは他の樹木に比べ支持根を早く出し、樹形を立て直すことが指摘されている。幹の柔軟性で雪の力を受け流しているのではないと見られる。枝を用いた樹種の比較実験ではブナはむしろ硬い方だといい、同じく積雪斜面に出現するカエデ類とは対照的な結果となった。雪の沈降圧には強いが雪崩による移動にはやや弱いと見られ、雪崩が多発する斜面風下側は優占度がやや低い。ブナ林を直撃した雪崩の被害を観察すると、被害のほとんどは中径から大径木の幹の折損で、根返りは稀であったという。一方で形態節の通り根が浅く根返りしやすいという説もある。
ブナは北海道では斜面上の比較的上部に出現することが多い種として知られており、斜面下部はハルニレやハンノキのような湿潤環境を好む樹種が多い。
日本海側ではしばしばブナが優占し純林を形成するが、太平洋側では純林はあまり見られず、同科のミズナラなど他樹種との混交林を作る。この現象はブナの背腹性などと呼ばれ研究者の興味を集めてきた。理由は諸説あり、雪の少ない太平洋側では種子が乾燥や虫害による損傷を避けられないから減る説や太平洋側は古くから人が入ったため山火事の多発などにより遷移が退行したという説などがある。
日本海側のものを中心にブナ林の林床は多様性が乏しい状況がしばしばみられる。ブナはアレロパシーにより他の植物の生育を阻害している可能性も疑われている樹種の一つだが、日本産ブナはこの方面の研究は進んでいない。アメリカ産の同属近縁種 Fagus grandifoliaの葉の浸出液を与えられたサトウカエデ（Acer saccharum）実生は成長が阻害されるという報告がある。キノコの子実体の水抽出物にもアレロパシーを示すものがあるとされるが、ブナ林の菌類がどの程度のアレロパシーを持つのかという点はよくわかっていない。ブナ林の林床はしばしばササに広く覆われる。ササの一種クマイザサ（Sasa senanensis、イネ科）の抽出物は発芽阻害作用を持つという、ササのアレロパシーは日本ではあまり研究されていないが、イネ科植物では農学分野を中心に研究が進んでいる。日本に広く分布するいくつかの草本植物には太平洋側のブナ林には生えるが、日本海側のブナ林には見られないものがあるという。
多くのブナ科樹木と同じく更新は実生の他に、萌芽更新も期待できる。積雪地では降雪期に伐採し、雪上をそりのように滑らせて木材を運び出したために高い位置からの萌芽を繰り返した（台刈萌芽）の特徴的な樹形が見られることがある。これを東北の方言で「あがりこ」と呼ぶ。ブナの萌芽能力はミズナラやコナラ、また同属のイヌブナに比べても劣るとされることが多いが、積雪量や樹齢で大きく差があることが指摘されている。新潟県における観察事例ではブナの伐採樹齢は25年程度を境に、それよりも老齢樹での伐採は萌芽能力がミズナラよりも劣ることが示唆されている。一般に太平洋側のブナは萌芽力が低いといわれる。茨城県での観察では、イヌブナと比較するとブナは実生重視、イヌブナは萌芽を利用しつつ実生重視の更新戦略をとっているものとみられる。
光環境の上では陰樹で植生遷移の極相種に相当する種であると見られている。ブナ林の人工的な更新は難しく、伐採跡地がササ原や他の広葉樹林になってしまうことがある。特に各種の有用広葉樹の産地である北海道では、ブナに限らず目的の広葉樹を主体とする森林に誘導する条件や手法の研究が行われている。
花は地味なものであり、花粉は風媒（英: anemophily）される。風媒花はシダ植物の胞子散布の様で原始的な花だと思われることもあるが、ブナ科やイネ科は進化の末にこの形質を獲得したとみられている。
近縁種を含め種子は埋土種子や土壌シードバンクの戦略をとることは知られておらず、基本的には乾燥させないで採取後すぐに撒くほうが発芽率が高い。ブナ類はいわゆる難貯蔵性種子（英：recalcitrant seed）の一つと見られていたが、逆に乾燥させたうえで低温で冷凍保存することで、長期保存を可能とする技術が1990年頃からヨーロッパで何件か発表された。その後、これを北海道産ブナに試したところ良好な成績を収めている。ただし、本州の産地での追試は上手くいかないところもあるようである。
ブナの種子は重力散布と動物散布の要素を持つ。ネズミ、鳥類などはブナの種子を食べ、特にネズミ類の貯食行動で忘れられたものが発芽する戦略だと見られている。ブナの実生はしばしば一か所から固まって生えていることが見られるのはその影響だという。ネズミが貯食する際に比較的軟らかく掘りやすいテフラ（火山堆積物）がむき出しの場所を選んでいるという報告があり、ブナ林が残るようなところはかつて大規模な噴火があった場合が多いという。テフラは無菌でありブナ種子の発芽や初期の成長に好ましいのかと思われるがよくわかっていない。また、発芽する種子はただ単に忘れられたのではなく、ネズミが捕食され死亡することによってもたらされたものだといい、フクロウや肉食動物の生息する豊かな生態系が条件の一つだという意見もある。ネズミに頼る種子散布はブナに限らず南方系のブナ科樹木（シイ、カシ類）でも知られており、転がるしかないドングリの樹が斜面の下部から上部への分布を広げるのにも関与している。山形県での観察によるとブナが豊作の年はネズミの種組成が変わり、普段は草原性のハタネズミ（Microtus montebelli）が林内で多数見られるという。発芽は形態節でのように地上性のもので、最初に根を伸ばした後、子葉を展開させる。発芽の適温は0℃から10℃とされ、15℃を超えると根より先に子葉が種子から出てくる異常な発芽が増え、吸水できずに枯死してしまうという。
ネズミは種子の発芽には貢献するが、実生にとっては捕食者でもある。北海道での実験の結果ネズミ類のうち、特にエゾヤチネズミ（Craseomys rufocanus）が生息できないような傾斜地が実生の生存率がよい。
菌根の種類、花粉の媒介、種子の散布様式という3つの事象は独立して進化してきたように見えるが、連携して進化してきたのではないかという説が近年提唱されている。外生菌根、風媒花、重力散布（および風散布）はいずれも同種が密集する状況ほど有利になりやすい形質であると考えられている。
ブナの実は豊凶の差が激しいことでしられ、これを餌とする昆虫や動物にも大きな影響を与えること、ブナ林自身の維持にもつながっているのではないかとみられることから多方面から研究が進められてきた。結実の豊凶の理由には諸説あるものの、一説には動物や昆虫の隙をついて食べきれないほどの種子を作ることで、豊作の年の種子の死亡数を減らす利点があるという説（捕食者飽食仮説）がある。同様の戦略は熱帯のフタバガキ科樹木などにも知られる。ブナの豊凶調査はかつては初秋の完熟期以降のものが多かったが、虫害やシイナの種子は早期に落果するため、真の豊凶を調査するには春先の開花数や初夏の未熟果落果数も含めて調査する必要がある。これを応用し前年比の開花数から豊凶を予測することができる。予測する林分の開花数と虫害率のデータ数年分が必要で、虫害以外の不良種子の割合は年によって変わらないものとする前提条件が付く。開花数に関しては春まで待たずとも晩秋の枝を観察し花芽を数えることでも予測でき前年中の豊凶予測も可能。この手法は各地の自治体でも豊凶予報として利用している。
ブナの果実は多くの哺乳類の餌として重要であり日本では2003年はニホンツキノワグマが多数里に出てきたことで知られるが、この年はブナの不作の年でもあった。しかしブナは基本的に毎年不作であり、5-10年に一度豊作になるだけである。さらに、ブナがより不作だった2004年には出没例は2003年より少なく、全国的に過去に例がないほどのブナの豊作となった2005年にはクマの出没が増加した地域と減少した地域があった。以上から、ツキノワグマの出没とブナの豊不作は必ずしも相関がないとの説もある。 
蛾の一種であり幼虫がブナの葉を食べるブナアオシャチャホコは10年前後の周期で大発生を繰り返す。ブナの葉にはタマバエ科の昆虫による虫こぶがつきやすく、26種の虫こぶが知られている。
ブナの分布の北限を決めているのは葉の展開時期における遅霜説がある。同一苗畑において全国から集めたブナの苗木を観察した結果、葉の展開は北の産地ほど早い傾向が指摘されている。ミズナラはブナよりもさらに寒冷地まで分布するが、同一産地のブナと比較すると葉の展開時期はより遅く、また頂芽しか持たないブナに対し頂芽と側芽を持ち遅霜に強いという。開葉の早さはブナ稚樹の林内での位置にも影響を与える一因と見られており、ブナ稚樹はブナよりも他の樹木の下によく見られ、春先の光環境の点で有利なのではと推定されている。
ブナでも芽は春先の伸長以外にも夏に伸長するという、いわゆる「土用芽（英: lammas shoot）」が見られることがあるが、コナラ属などと比べると基本的には少なく成長期には一度伸びるだけである。人工的な高温条件で苗木を管理すると、土用芽の形成回数が増え、また頂芽ではなく側芽からのものが多くなるという。日本のブナ科樹木で土用芽を最も出すのは、温暖地に分布するコナラとされており、夏に何度も芽を伸ばす。
葉の分解は遅い。京都府における観察ではブナ葉の分解には積算温度で約1万℃必要だと見られている。分解が細菌（バクテリア）によってなされるか、菌類（きのこ）によってなされるかでも土壌に与える影響に差があるという。北海道の渓流における観察事例では水中での葉の分解が速いのはハンノキ、ヤナギ、カンバなどでトチノキ、ミズナラ、ブナは遅いという。

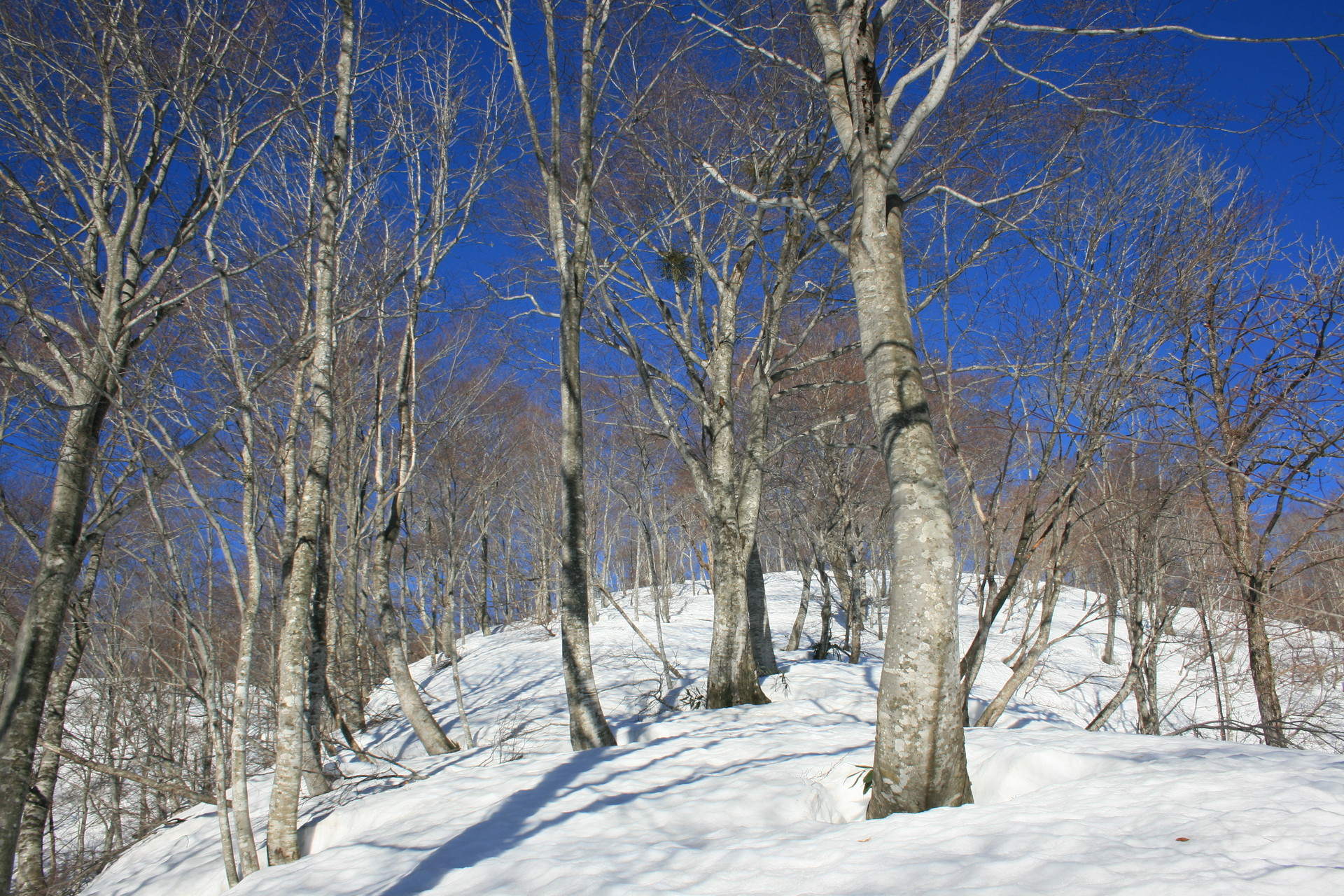
斜面上のブナ林。雪圧による根曲がりが僅かに見られる
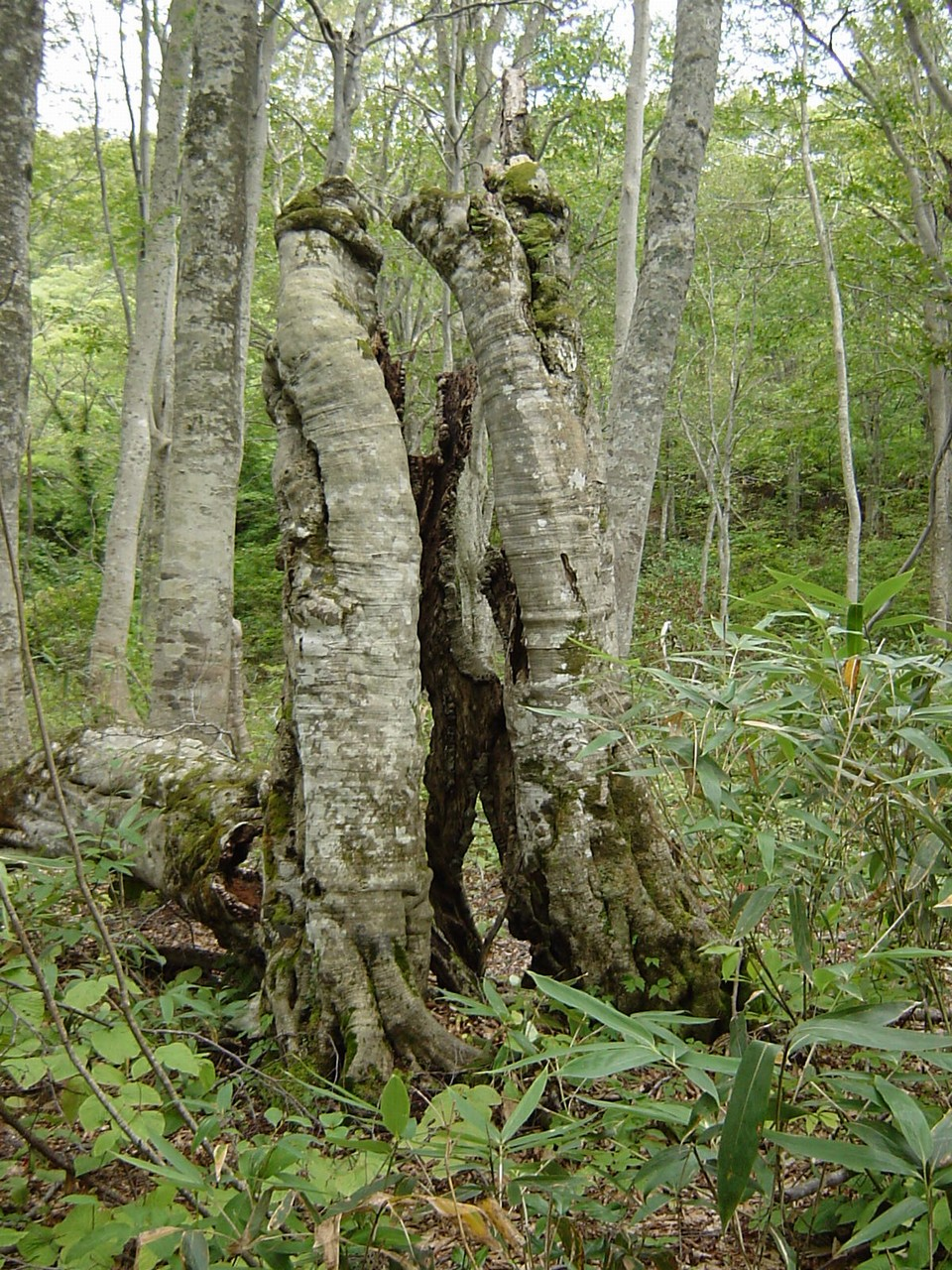
腐朽により折損したブナ。林床はササが目立つ（青森県）
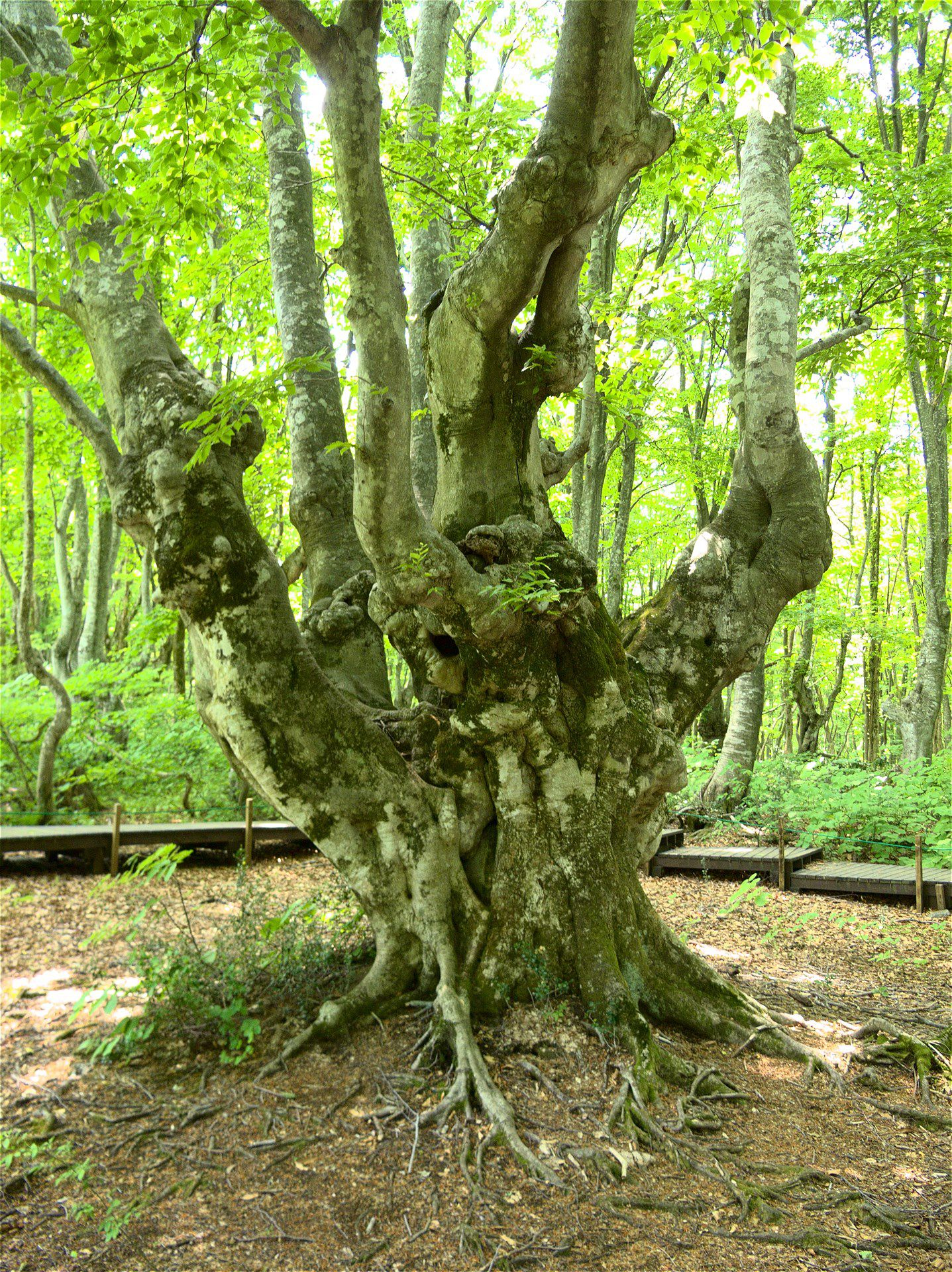
切り株からの萌芽を繰り返した奇形ブナの巨木「あがりこ大王」
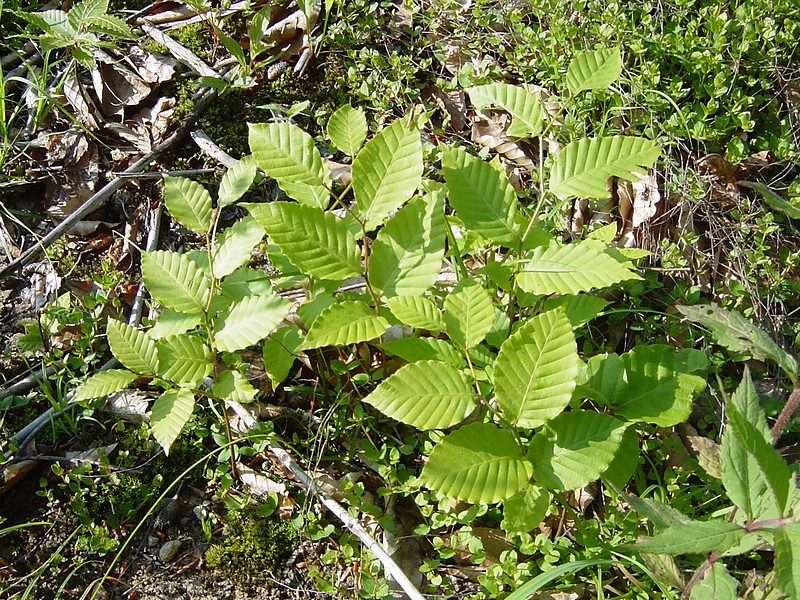
同じ場所から固まって生えるブナの実生
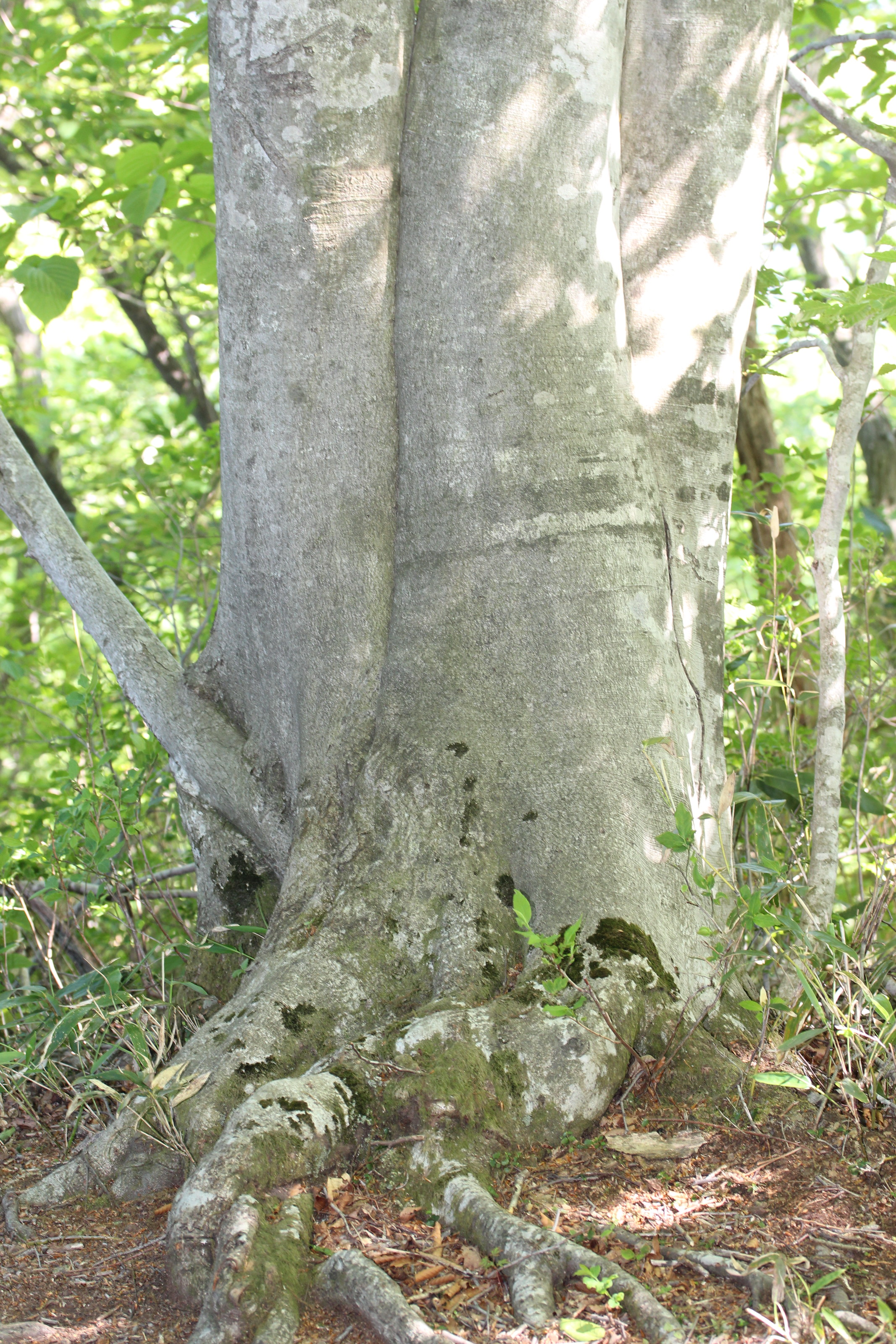
近接の3本が癒着したと見られる個体。萌芽も見える（岐阜県）

### ブナ帯
ブナ帯は落葉広葉樹を代表的な植生とする気候区分であり、代表的な極相種がブナであることからブナ帯とも呼ばれる。生態学者の吉良竜夫（1919-2011）が考案した暖かさの指数（warmth index, WI）では45-85の範囲にあたる。
ブナ帯は植生だけでなく、寒冷で昔の品種のイネでは生育不適であったため、北海道のアイヌや東北のマタギに代表されるように、狩猟採集文化が比較的近年まで残り発展していた。このため人文学の方面からも注目されており、南西日本で発達した照葉樹林文化論とはしばしば比較される。なお、照葉樹林文化論の提唱者の一人である佐々木高明のように、ブナの分布を欠く大陸部とも関係が深いとして「ブナ帯文化」とはせず、両地域に分布するナラ類を用いて「ナラ林文化」などと呼ぶ研究者もいる。

## 分布
北海道の渡島半島を北限に、本州・四国・九州まで分布する。黒松内町の北限の分布地は天然記念物に指定されている。南限は鹿児島県大隅半島にあり、東京近郊でも奥多摩や丹沢山地で見られる。ブナの分布域は概ね吉良の暖かさの指数を用いて説明でき、関東地方南部ではこの値が85未満となる標高800mくらいから出現する。
ブナが分布していない日本の都道府県は、最高標高が408 mである千葉県と沖縄県の2県のみである。

## 人間との関わり
かつては日本の森林を構成する主要な樹木として保水や治水に重要な役割を果たしてきたが、開発などによって伐採されてブナの森林は年々減少している。春の新緑、秋の紅葉など四季折々に変化に富む様は、公園や緑地の材料としても優れている。ブナの並木は日本では少なく、造林に使われた例も少ない。

### 木材
木材は白色だが、淡く桃色を帯びることもある。辺材と心材は同色で区別しづらい樹種であるが、偽心材といって心材の様に変色した部位を持つ個体が多い。道管の配置は散孔材だが環孔材のように見えることもある。比重は0.6程度である。生材は特に腐りやすいが、乾燥も難しく狂いやすい。乾燥技術については各地で研究が進められている。
散孔材の手触りの良さ、色合いなど家具材や食器としての評価が高い樹種である。曲木加工にもよく耐える。広葉樹、特にブナを対象とした曲木加工技術の習得や利用方法の開発は国策として行われ、明治時代には農林官僚をヨーロッパに長期留学させてまで技術を学ばせたという。食器としては椀や盆、杓子など、さまざまな容器などには広く使われた。平安時代後期から鎌倉・室町時代にかけては、上質のケヤキにかわるものとして、漆器の椀・皿の普及品の材料として欠かせないものであった。
生のまま放置しておくとすぐに灰色に変色してしまい価値を下げる。これはカビによるものだという。
一般に建築用構造材としては評価されていないが、長野県の古民家では梁などにブナ材が使われていた。曲げへの強さと大径材の入手しやすさが理由ではないかと見られている。また、山形県の立石寺（通称：山寺）の本堂に当たる根本中堂、岐阜県の横蔵寺の本堂がブナで建立されているという。
板材としては床材（フローリング）に用いられることがある。強い芳香が無く、食品に匂いが移らないことから、食品輸送用の箱材としては優れており、いわゆるトロ箱・リンゴ箱などと呼ばれるものにはモミ類などと共によく使われた。
上記を除くとあまり利用用途は無い。パルプ材としては樹脂による障害がないことなどが評価されるが、繊維が短いことや腐りやすく貯木場で品質劣化が起こりやすいことなどが懸念されるという。ペントサン（ペントースのポリマー）が多いが針葉樹に比べて除去は楽という評価もある。
有効利用法として鉄道の枕木に使う研究が進められていた。防腐剤塗布によって腐りやすさを改善したブナの枕木はその後実用化され、一時期国鉄の枕木の3割がブナだったという。使用時だけでなく貯木場での劣化も酷かったと見られ、国鉄ではブナやいくつかの樹種については伐採後すぐに防腐対策をとるように求めていたという。枕木も近年は橋梁部や分岐部を除いてコンクリート製のものが普及しており、今後の利用増は望めないものとなっている。
薪、木炭としても使われる。薪としては比較的評価の良い樹種であるが、乾燥にはナラ類以上に時間をかける必要があるという。木炭はナラやカシに比べるとそれほど評価はよくない。煮炊きの他に鍛冶用としても用いたという。
キノコ栽培の原木にも利用されている。

### 食用
ドングリは胚乳は渋みがなく脂肪分も豊富で美味であり、生のままで食べることができる。実はソバの実を大きくしたような形をしている。なお、ブナの古名を「そばのき」、ブナの果実を「山そば」「そばぐり」というのは、果実にソバ（稜角の意の古語）がある木、山で採れるソバ、ソバのある栗の意である。タデ科の作物ソバ（蕎麦）の古名を「そばむぎ」といったのと同様である。採取時期は9 - 10月ごろで、ブナ林で落ちた実を採取する。種実はアクが弱く、干してよく乾燥させてから、フライパンで煎って皮を剥いて食べる。また、春になると落ちた種実から芽生えたカイワレダイコンのような新芽は、おひたしにして食べられる。
かつては家畜の飼料にする研究も行われていた。
ブナ林にはキノコも生える。菌根性のものもあるが、食用としては木材腐朽菌のものが有名で、ブナの多い地域では群生するナメコ、ナラタケ、ムキタケ、トンビマイタケなどブナ林の味覚として親しまれている。
前述のようにブナを中心とするブナ帯は昔のイネの生産に向かず狩猟採集文化が近代まで色濃く残っていた。青森県の三内丸山遺跡を筆頭に縄文時代の遺跡は東日本に集中しており、このころの日本列島の人口は温暖な南西日本の照葉樹林帯よりも食料が豊かな東日本ブナ帯の方が多く、東日本が縄文文化をけん引した説がある。ただし、土層中の花粉分析や遺跡の木材分析からは西日本でも現在のような常緑広葉樹ではなく、落葉広葉樹の時代が比較的長く続いたといわれている。これを裏付けるように吉野ケ里遺跡や東名遺跡など九州で大きな遺跡が発見されたことから、西日本の文化が東に伝わっていった可能性も指摘されている。

### 種の保全状況評価
香川県及び鹿児島県で絶滅危惧Ⅱ類、宮崎県で準絶滅危惧種の指定を受けており、都道府県発行などのレッドデータブックに掲載されている。なお、香川県及び鹿児島県はミズナラもレッドデータブックに掲載されている。

### 象徴
ブナの原生林は人里離れた奥山に残ること、ブナの原生林が大面積で残る白神山地における自然保護運動の影響もあり、ブナ林には手つかずの原生林の象徴、自然保護の象徴のように扱われることがある。

#### 著名なブナ
日本では以下の3個体群が国の天然記念物として指定を受けている。他にも以下のように著名な個体がある。
- 歌才ブナ自生北限地帯 - 北海道寿都郡黒松内町（国の天然記念物、1928年10月指定）[98]
- 和泉葛城山ブナ林 - 大阪府貝塚市蕎原（国の天然記念物、1923年3月指定）[99]
- 比婆山のブナ純林 - 広島県庄原市西城町・比和町（国の天然記念物、1960年7月指定）[100]
- 森の神（青森県十和田市） - 樹高29 m、幹周6.0 m、樹齢400年。奥入瀬渓流近くの山林に生える「森の神」とよばれる巨樹。単幹のブナとしては日本最大の幹周をもつ[101][102][103]。
- 燭台（秋田県にかほ市） - 樹高21 m、幹周4.2 m、樹齢300年。鳥海山麓の中島台レクリエーションの森にある巨樹。名の由来は、姿が燭台に似ていることから[104]。
- 大穴のブナ（群馬県前橋市） - 樹高25 m、幹周4.3 m、樹齢300年以上。前橋市指定天然記念物。赤城山南面の爆裂火口痕の最下部に生える[102]。

### 市町村の木に指定している自治体
以下の市町村で自治体の木として指定されている。都道府県の木として指定されている自治体は無い。
- 北海道 - 黒松内町[105]、島牧村
- 青森県 - 深浦町[106]
- 秋田県 - 北秋田市[107]、八峰町、藤里町
- 山形県 - 朝日町、小国町、西川町
- 岩手県 - 一関市[108]、西和賀町
- 宮城県 - 白石市[109]、加美町
- 福島県 - 只見町
- 茨城県 - 大子町
- 神奈川県 - 山北町
- 新潟県 - 糸魚川市[110]、妙高市[111]、村上市[112]、十日町市[113]
- 長野県 - 飯山市[114]、売木村、野沢温泉村
- 山梨県 - 丹波山村
- 岐阜県 - 白川村
- 岐阜県 - 飛騨市[115]
- 京都府 - 京丹後市[116]
- 福井県 - 大野市[117]
- 兵庫県 - 宍粟市[118]
- 鳥取県 - 琴浦町[119]、江府町
- 島根県 ‐ 飯南町
- 愛媛県 - 西予市[120]
- 熊本県 - あさぎり町

## 名称
標準和名のブナの由来はよくわかっていない。一説にはブナの林に風が吹き渡ると「ブーン」と鳴ることから、「ブンナリの木」とよばれ転訛したと言われる。漢字表記は様々あるが、漢字で木偏に無と書いて「橅」というのが由来も含めて有名。その由来は材が腐りやすく役に立たないからとされる。漢字表記にはほかにも「山毛欅」「椈」などがある。「山毛欅」は奥山に生えるという分布地、および樹皮や葉の形がケヤキに若干似るところに由来すると見られる。「椈」は由来はよく分かっていない。この字は訓読みが「ぶな」で音読みが「キク」であり、カシワ（ブナ科）やコノテガシワ（ヒノキ科）など他の樹木を指すこともあるという。
方言名は種類としてはあまり多くなく、堅果が食用であることを示すものか、ブナに何か付けた程度の名前が多い。食用種であることを示す名前は東北地方を中心に知られており、ソバ、クリ、クルミを用いた「ソバグリ」「キソバ」「ソバクルミ」「ソバノキ」や「コノミ」などの名前が見られる。なお、「ソバ」は蕎麦由来ではなく稜角のことをかつて「ソバ」と呼び、単に「尖った実」という意味で使っている説もある。西日本ではこの系統として「シイ」を用いた「ノジ」「ノジイ」が広島県周辺でみられるという。ブナの由来とも言われる「ブンナ」は東北に見られる。イヌブナと混生する地域を中心に同種と区別する名前として「シロブナ」、「ホンブナ」などが見られる。これに対しイヌブナは「クロブナ」と呼ぶ地域が多い。色関係の方言名では「アカブナ」、「アオブナ」とも呼ばれるが、これは製材時の偽心材の有無に由来し、偽心材があり赤く着色するものを「アカブナ」、無いものを「アオブナ」ないし「シロブナ」と呼ぶという。エノキを意識したと見られる「ヤマエノキ」「クマエノキ」「クマエ」という名前は四国・九州に知られるが、「山毛欅」に繋がるようなケヤキに例えた方言名は知られていない。エノキにも葉と樹皮が若干似る。変わった名前として四国の「オモノキ」「ニオオズ」、福井の「カスナラ」「ナラボソ」などが知られる。「ハハソ」「ホーソ」は西日本のコナラ属樹木の方言名としてよく出てくる名前である。
アイヌは「ピラニ」と呼んでいた。ピラ（草木も生えない崖）＋ニ（木）で「崖の木」となる。おそらく分布地に因むと見られる。生態節の通り傾斜地はネズミの食害を受けにくく、また積雪の沈降圧にも強い本種は苗木の生存率が高い。日本語の古語でも急傾斜地のことを「ヒラ」もしくは「シラ」と呼んでいたといい、地名として「平」「比良」また「白根」などとして東北から九州まで全国的に見られる。ただ、アイヌ語の「ピラ」との関係はよくわかっていないという。
学名の種小名 crenata は、「円鋸歯状の」を意味し、恐らくは丸みを帯びた葉の鋸歯に因む命名である。

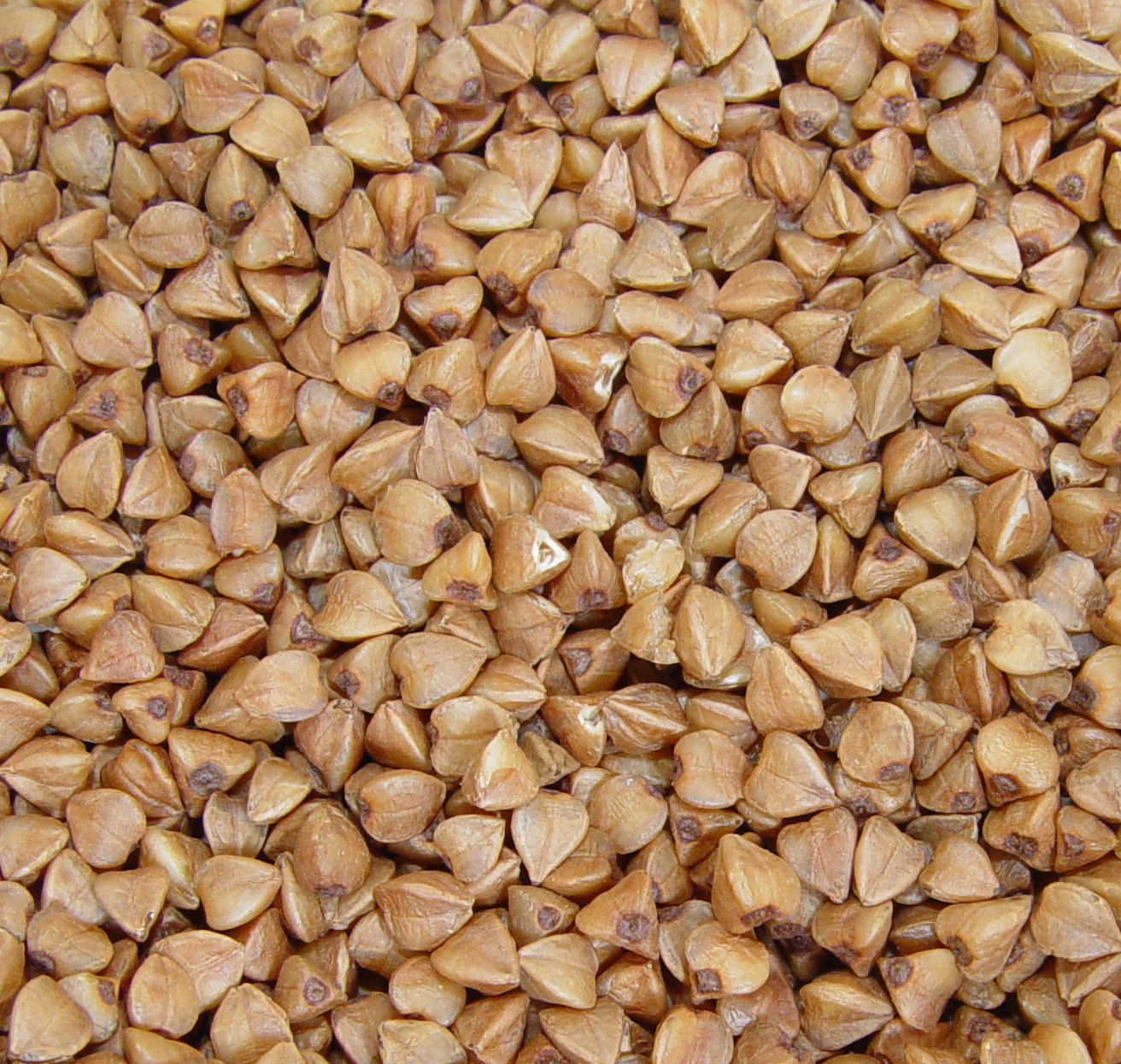
参考：ソバの実
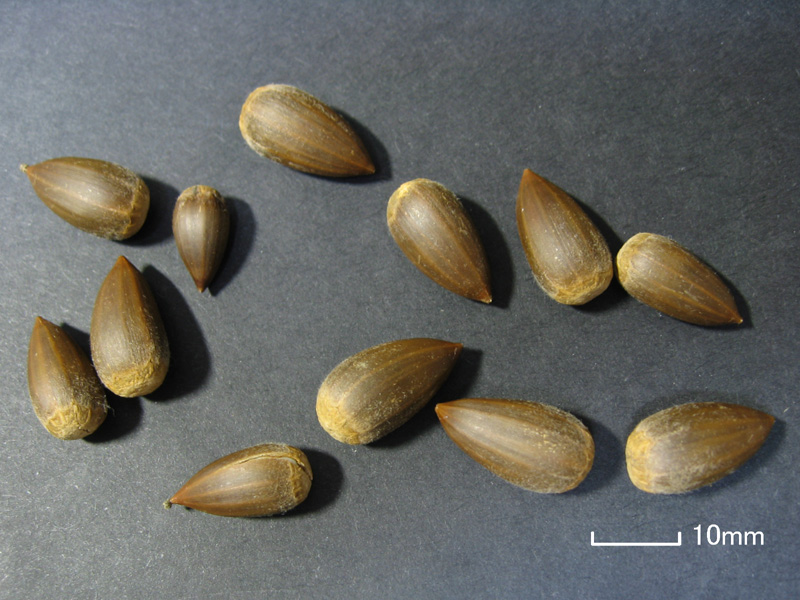
参考：スダジイの実
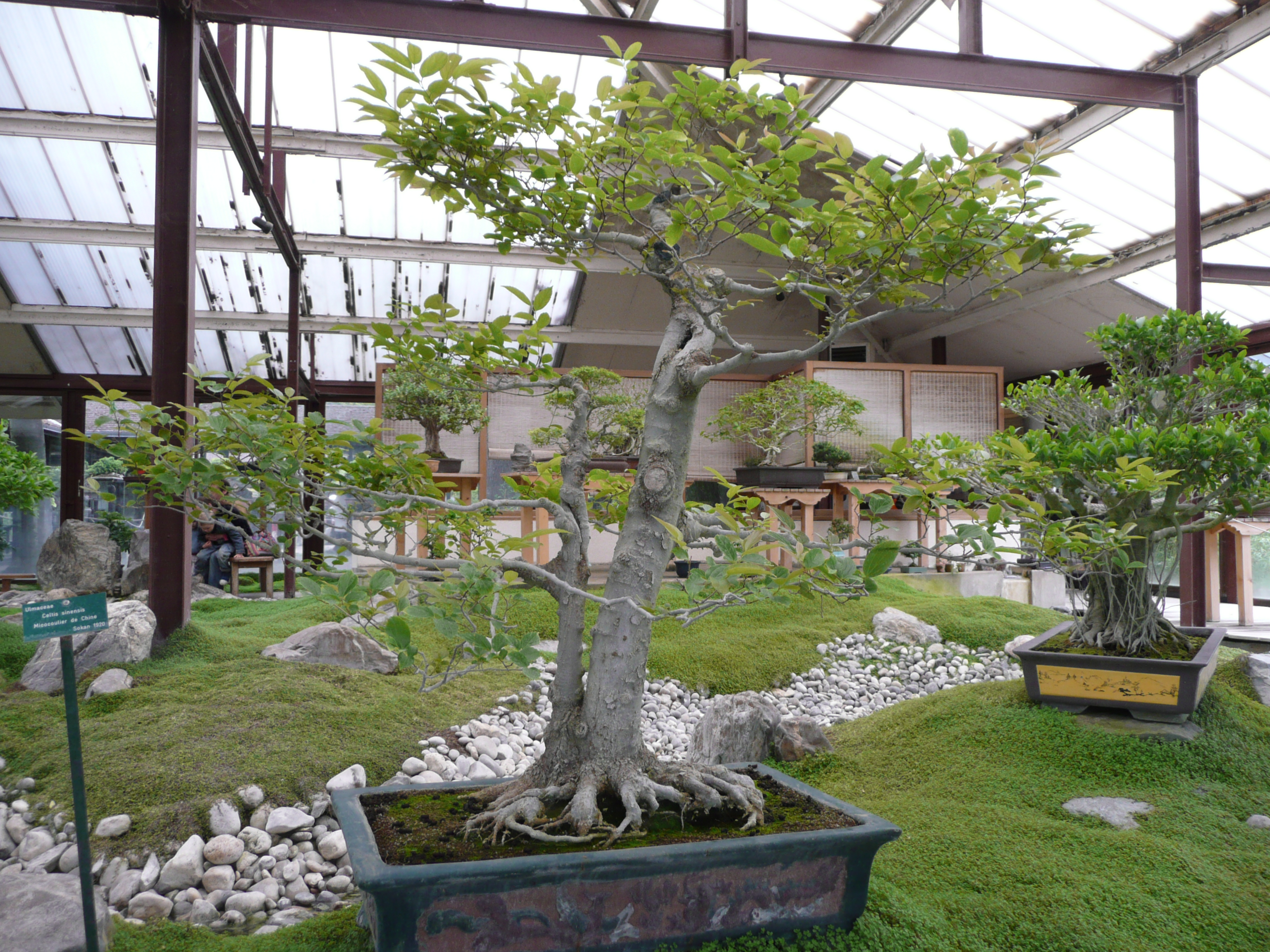
参考：エノキは灰褐色平滑な樹皮が若干ブナに似る